# Демидова Катерина Яківна
Катерина Яківна Демидова (нар. 3 червня 1940, село Дубініно, тепер Невельського району Псковської області, Російська Федерація — 21 листопада 2018, місто Санкт-Петербург, Російська Федерація) — радянська профспілкова діячка, новатор виробництва, ткаля Ленінградської прядильно-ткацької фабрики «Рабочий», голова Ленінградського обласного комітету профспілки працівників текстильної та легкої промисловості. Депутат Верховної ради Російської РФСР 9-го скликання. Член Центральної Ревізійної комісії КПРС у 1976—1986 роках. Герой Соціалістичної Праці (31.12.1973).

## Життєпис
Народилася в багатодітній селянській родині. З шести років росла без батька. З дитячих років працювала на лляних полях колгоспу в своєму селі. Після загибелі матері в 1954 році переїхала до старшого брата в місто Ленінград (тепер Санкт-Петербург).
У 1957—1959 роках — учениця Ленінградської дворічної ткацької фабрики-школи.
У 1959—1979 роках — ткаля Ленінградської прядильно-ткацької фабрики «Рабочий».
Була ініціатором дострокового виконання п'ятирічних планів, передавала досвід багатоверстатногообслуговування молодим ткалям, проводила заняття в школі передового досвіду. Стала ініціатором змагання на фабриці з обслуговування більшого числа верстатів: замість шести за нормою — вісім, замість восьми — чотирнадцять.
Член КПРС з 1967 року.
Указом Президії Верховної Ради СРСР від 31 грудня 1973 року за видатні успіхи у виконанні завдань п'ятирічки і прийнятих соціалістичних зобов'язань на 1973 рік, великий творчий внесок у збільшення виробництва товарів народного споживання і поліпшення їх якості Демидовій Катерині Яківні присвоєно звання Героя Соціалістичної Праці з врученням ордена Леніна і золотої медалі «Серп і Молот».
У 1976 році закінчила без відриву від виробництва Ленінградський технікум легкої промисловості.
У листопаді 1979 — січні 1998 року — голова Ленінградського обласного комітету профспілки працівників текстильної та легкої промисловості.
У 1981 році закінчила заочно Ленінградський інститут текстильної і легкої промисловості імені Кірова.
З січня 1998 по 2018 рік — голова територіальної організації Російської профспілки працівників текстильної та легкої промисловості Санкт-Петербурга і Ленінградської області.
З жовтня 2016 по листопад 2018 року була головою Комітету Героїв Соціалістичної Праці, повних кавалерів ордена Трудової Слави Санкт-Петербурзької громадської організації ветеранів.
Померла 21 листопада 2018 року. Похована в Санкт-Петербурзі на Волковському цвинтарі.

## Нагороди і звання
- Герой Соціалістичної Праці (31.12.1973)
- орден Леніна (31.12.1973)
- орден Трудового Червоного Прапора (5.04.1971)
- медаль «Ветеран праці»
- медалі
- «Заслужений працівник текстильної та легкої промисловості Російської Федерації» (1997)